# Vasîlivka, Berezanka
Vasîlivka (în ucraineană Василівка) este localitatea de reședință a comunei Vasîlivka din raionul Berezanka, regiunea Mîkolaiiv, Ucraina.

## Demografie
Componența lingvistică a localității Vasîlivka
     Ucraineană (92,44%)
     Rusă (6,58%)
     Alte limbi (0,7%)
Conform recensământului din 2001, majoritatea populației localității Vasîlivka era vorbitoare de ucraineană (92,44%), existând în minoritate și vorbitori de rusă (6,58%).